# Neurodiverzita
Neurodiverzita je teoretický rámec sloužící pro porozumění funkci lidského mozku a duševním chorobám. Zastupuje přesvědčení, že rozmanitost v lidské kognici je normální a že některé stavy klasifikované jako duševní poruchy nemusí být nutně patologické.
Tento rámec původně vzešel z hnutí za práva autismu a staví na sociálním modelu zdravotního postižení. V souladu s tímto modelem tvrdí, že postižení částečně vychází ze společenských překážek, spíše než aby připisoval postižení čistě vrozeným deficitům. Lidské kognitivní variace staví do kontextu biologické rozmanitosti a politiky menšinových skupin. Někteří zastánci a výzkumníci neurodiverzity tvrdí, že toto paradigma je jakýmsi středem mezi silným lékařským modelem (je potřeba napravit "porouchaného" jedince, aby se co nejblíže přizpůsobil společnosti) a silným sociálním modelem (snaží se identifikovat systémové překážky a předsudky, které těmto jedincům brání fungovat ve společnosti vlastním způsobem). Paradigma neurodiverzity se stalo kontroverzním mezi některými zastánci postižení. Podle nich zde existuje riziko zlehčování utrpení spojeného s některými postiženími a přijímání věcí, které by si někteří postižení jedinci přáli léčit.

## Původ
Termín neurodiverzita zpopularizovala australská sociální vědkyně Judy Singer, která i sebe samu popsala jako „pravděpodobně někde na autistickém spektru“. Tohoto termínu použila ve své diplomové práci v oboru sociologie publikované v roce 1999. Čerpala v ní z diskusí na seznamu adresátů InLv, který zahrnoval amerického novináře Harveyho Bluma, jehož článek z 30. září 1998 v The Atlantic byl první, který použil termín "neurodiverzita" v tisku. Blume byl také raným zastáncem neurodiverzity, který předpovídal roli, jíž bude hrát internet v rámci podpory mezinárodního hnutí za neurodiverzitu. Posléze se neurodiverzita rozšíříla z autismu i na další typy poruch, jako ADHD nebo třeba dyslexie.
V posledních letech si pojem neurodiverzita získal pozornost i mezi některými členy vědecké komunity, kteří se domnívají, že výzkumníci autismu byli někdy až přespříliš náchylní interpretovat různé rozdíly jakožto deficity. Do popředí se také dostalo poznání, že při různých pokusech o "léčbu" autismu (snížení nebo potlačení autistických rysů prostřednictvím intervencí) existují jak etická, tak i praktická rizika – některé nedávné studie například ukázaly, že vyšší úrovně tzv. autistického maskování jsou obecně spojeny s horšími výsledky duševního zdraví u autistů, a možná dokonce s vyšší sebevražedností.
Vědci zjistili, že psychoedukace založená na lékařském modelu je asociována s vyšším stigmatem. Obdobně někteří výzkumníci a obhájci neurodiverzity tvrdí, že medikamentózní přístup může rovněž přispívat stigmatizaci a že trvalé zaměření na biologický výzkum autismu je v rozporu s prioritami osob s autismem.

## Neurodiverzita v Česku
Koncept neurodiverzity se začal výrazněji objevovat v Česku až na začátku dvacátých let. Jak uvadí šéfredaktorka magazínu ATYP Dagmar Edith Holá ve svém článku z roku 2022, termín do Česka teprve proniká a dosud se s ním nelze příliš často setkat v médiích ani v mnohých neziskových organizacích zaměřených na práci s neurodivergentními osobami. V roce 2024 vydala ve svém nakladatelství ATYP Press knihu autistického učitele Peta Wharmbyho ATYPICKÝ, v níž je i slovník pojmů konceptu neurodiverzity a jeho historie. V ATYP magazínu naleznete několik článků a rovněž tištěné ročenky ATYP Speciál jsou věnovány neurodiverzitě. Čtvrtá ročenka je přímo nazvána Film a neurodiverzita. 
Mezi první popularizátory paradigmatu neurodiverzity v Česku patří organizace neurodiverzita.cz (Nadační fond Neurodiverzity), která započala svou činnost už v roce 2012. Ačkoli se původně zaměřovala výhradně na autismus, brzy rozšířila svůj zájem také o ostatní poruchy i osoby bez diagnózy. Mezi cíle a činnosti organizace patří destigmatizace autismu, terapeutické poradneství pro autisty, konzultace pro rodiny, překlad odborných článků a mimo jiné i vydávání knih o autismu.

## Neurotypický a alistický
Neurotypický (zkratka z neurologicky typický, někdy jen NT) je neologismus široce používaný v hnutí neurodiverzity jako označení pro každého, kdo má typický neurotyp a zapadá do normy vzorců myšlení. Původně se pojem vztahoval primárně na "neautisty", v současnosti se už vztahuje dle různých pojetí i na osoby bez diagnózy ADHD, dyslexie, úzkostí nebo jakéhokoli jiného stavu, který lze považovat za neurodivergentní.
Co se týče původního významu slova "neurodivergentní" spojeného výhradně autismem, někteří lidé dnes preferují termín alistický, který už jednoznačně znamená „ne-autistický“. 

### Kritika termínu
Kritická recenze konceptu neurotypičnosti „Critiques of the Neurodiversity Movement“ z roku 2020 vznesla dvě obavy týkající se tohoto termínu:
- Mnoho lidí, kteří nemají diagnózu autismu, vykazuje autistické rysy (výzkumníky někdy popisované jako „fenotyp širokého autismu“). Tudíž podle recenze neexistuje jasná bimodální distribuce oddělující lidi s autismem na jedné straně a bez autismu na straně druhé. Ve skutečnosti neexistují dvě odlišné populace, jedna „neurotypická“ a jedna „neurodivergentní“.[35]:s.288
- V obdobném duchu považuje termín „neurotypický“ za pochybný konstrukt, protože neexistuje nikdo, kdo by mohl být považován za skutečně neurotypického – pro lidský mozek takový standard dle autora recenze neexistuje.[35]:s.290

## Teorie problému dvojité empatie
Ohledně autismu často panuje předsudek, že autisté mají jednoduše nedostatek empatie. Na to reaguje teorie problému dvojité empatie, která se snaží vysvětlit, že autistům empatie nechybí. Nedorozumění zde vychází spíše z toho, že zkušenosti autistů a neautistů jsou natolik odlišné, že je pro jednoho těžké pochopit, jak ten druhý myslí – neautisté (tedy neurotypické osoby) například nemusí rozumět situacím, kdy je autista přehlcen vjemy a nedokáže tak plně reagovat na společenskou situaci.
S teorií původně přišel britský sociolog a sociální psycholog Damian Milton v roce 2012. On sám byl přitom diagnostikován s autismem, stejně jako jeho syn. Jedna studie porovnávala konverzaci a socializaci autistických skupin, neautistických skupin a smíšených skupin. Přišla se zjištěním, že autisté byli schopni lépe budovat vztah s jinými autisty než s neautistickými lidmi, a to na úrovni podobné skupině čistě neautistických lidí.
Problém s teorií problému dvojité empatie ale spočívá v tom, že pro ni neexistuje jednoduché řešení. Pokus o „léčení“ osoby s autismem by u ní mohl vyvolat další problémy s duševním zdravím, pocity méněcennosti a sebeobviňování. Neurotypičtí jedinci si však mohou tuto teorii osvojit, aby lépe pochopili, jak neurodivergentní lidé myslí a jak funguje jejich empatie.

## V rámci hnutí za práva zdravotně postižených
Mnozí zastánci neurodiverzity se snaží přerámovat autismus (popř. i jiné neurodivergentní stavy) ve společnosti uznáním, že neurodiverzita nevyžaduje nutně léčbu. Snaží se měnit jazyk ze současné nomenklatury založené na pojmech „stav, nemoc, porucha “, přičemž „rozšiřují chápání toho, co je zdravý nebo nezávislý život“, uznávají nové typy autonomie a poskytují neurodivergentním jedincům větší kontrolu nad svou léčbou, co do typu léčby, jejího načasování a toho, zda by léčba vůbec měla nastat.

### Neurodiverzita a pracoviště
Neurodivergentní jedinci jsou často už při přijímacích pohovorech vystaveni zaujatosti, když se uchází o pracovní pozice. Neurodivergentní jedinci například mohou mít ve srovnání s neurotypickými jedinci odlišný styl společenské angažovanosti, což může negativně ovlivnit jejich schopnost získat pracovní pozici. Stigmata mířená proti neurodivergenci (zejména pak u autistických jedinců) a kognitivní problémy v sociálních situacích mohou ztěžovat neurodivergentním jedincům schopnost podat v tradičním pracovním pohovoru dobrý výkon.
Studie usktečněná během pandemie covidu-19 naznačila, že neurodivergentní jedinci mohli mít prospěch z práce na dálku, protože jim to umožnilo se angažovat ve svém zájmu, nicméně sociální angažovanost je stále nezbytná pro produktivitu a výkon. Další studie z roku 2022 podpořila tato zjištění a zdůraznila potřebu re-designovaných pracovních a sociálních podmínek, aby byly více inkluzivní pro jedince s autismem. 

### Kontroverze
Paradigma neurodiverzity zastává v obhajobě autismu kontroverzní pozici. Dominantní paradigma, tedy lékařský model postižení, tvrdí, že neurodivergentní jedinci mají poruchu, ktará by měla být léčena.
Častá kritika konceptu tvrdí, že paradigma neurodiverzity zahrnuje píliš mnoho fenoménů a že by mělo vyloučit ty osoby, jejichž fungování je vážněji narušeno. V reakci na tento typ kritiky oponoval autistický obhájce Nick Walker s tím, že neurodiverzita se vztahuje specificky k „všeprostupujícím neurokognitivním rozdílům [...] jež úzce souvisí s formováním a konstitucí já osoby“, na rozdíl od zdravotních stavů, jako je například epilepsie. 

## Na sociálních sítích
Sociální média mají pro neurodivergentní komunitu dvojí přínos: mohou pomáhat šířit povědomí o různých neurodivergenních poruchách a také mohou umožnit členům samotných komunit (např. osob s autismem, osob s ADHD atp.) se navzájem propojit.

### Sociální média jako hnací síla
Sociální média umožňují uživatelům šířit povědomí o hnutí za neurodiverzitu. Zvyšující se povědomí o neurodivergentních poruchách stojí za zvýšením množství šířených faktických informací.  Šíření informací prostřednictvím sociálních médií může pomoci hnutí za neurodiverzitu vzdělávat veřejnost z hlediska porozumění poruchám, jako je autismus, a zároveň vyvracet nepravdy a zažité stereotypy. S tím, jak uživatelé sociálních sítí mají možnost sdílet své neurodivergentní zkušeností z první ruky, mohou sociální média vzdělávat veřejnost a destigmatizovat určité poruchy. Nicméně negativní zobrazení neurodivergence může mít na členy komunity obstrukční dopad.

### Výzvy v sociálních médiích
Ačkoli zastoupení neurodivergentní komunity vyrostlo zejména s pomocí platforem sociálních médií, mnozí neurodivergentní uživatelé jsou často kritizovaní a nepochopení. Sociální média zcela neodstranila sociální bariéry, jež omezují začlenění neurodivergentních lidí do společnosti. Někteří uživatelé například uvedli, že cítí nátlak se přizpůsobit mainstreamovému pohledu na své postižení, aby byli považováni za „autentické“ uživatele. Uživatelé bez zdravotního postižení (neurotypické osoby), jež takto hodnotí autenticitu neurodivergentních uživatelů na základě stereotypů, jsou dokladem toho, že hnutí za neurodiverzitu dosud nedosáhlo svého cíle inkluze. 

## Terapie
Neurodiverzita a role, kterou tento koncept hraje v terapeutickém prostředí, byla v posledních letech bodem pozornosti. Mnoho terapeutů a dalších odborníků na duševní zdraví prosazovalo inkluzivnější psychoterapeutické rámce vhodné pro neurodivergentní jedince. Jedním z příkladů je neurodivergentně-informovaná terapie (neurodivergence-informed therapy), která přerámovává dysfunkci v rámci propojenosti ve společnosti, spíše než aby ji považovala za striktně individuální. Obhajuje přijetí a hrdost v komunitě neurodiverzity a apeluje na terapeuty, aby usilovali o pokoru ohledně znalostí spojených s neurodivergentními jedinci. Podobně i neurodiverzitu potvrzující terapie (neurodiversity affirming therapy) podporuje neurodivergentní rozdíly, spíše než aby na tyto rozdílyy nahlížela jako na něco, co by se mělo „vyléčit“. Nabízí způsoby, jak podpořit jednotlivce v obtížných oblastech, a přitom zároveň brát ohled na jejich potřeby a silné stránky.
Terapeutické programy a intervence s ohledem na koncept neurodivergence jsou rovněž předmětem výzkumu. Programy sebeurčení, které mají pomoci neurodivergentním jedincům dosáhnout svch cílů životě se ukázaly jako úspěšné, přičemž neurodivergentní účastníci je považují za „vhodné, přijatelné a proveditelné“. Studují se také různé přístupy (např. eye-tracking, longitudinální data, výpočetní modelování) pro porozumění percepčnímu rozhodování u neurodivergentních jedinců a jeho možných důsledků v terapeutickém prostředí při práci s neurodivergentní populací.
Další formou terapeutické intervence, která byla zkoumána u neurodivergentních jedinců, je použití přirozených vývojových behaviorálních intervencí (Naturalistic Developmental Behavioral Interventions, zkráceně NDBI). Ukázalo se, že NDBI mají pozitivní vliv na jazyk a sociální komunikaci a zároveň respektují jedincovy potřeby a autonomii. Jedním z klíčových cílů tohoto typu intervence je zaměření terapie na samotného neurodivergentního jedince při vytváření cílů, procedur a výsledků intervence. Pokud je takto přistupováno k neurodivergentním osobám, je pravděpodobné, že pro ně bude tento přístup považován za přijatelnější, užitečnější a efektivnější. 